# سام إتش. جونز
سام إتش. جونز هو محامي وسياسي أمريكي، ولد في 15 يوليو 1897 في ميريفيل في الولايات المتحدة، وتوفي في 8 فبراير 1978 في ليك تشارلز في الولايات المتحدة. نشط حزبياً في الحزب الديمقراطي. وقد انتخب حاكم لويزيانا ‏ (14 مايو 1940 – 9 مايو 1944).